# Homossexualidade no DSM
A homossexualidade foi classificada como um transtorno mental no Diagnostic and Statistical Manual of Mental Disorders (DSM) a partir da primeira edição, publicada em 1952 pela Associação Psiquiátrica Americana (APA). Essa classificação foi contestada por ativistas dos direitos gays durante a libertação gay após os distúrbios de Stonewall em 1969 e, em dezembro de 1973, o conselho de administração da APA votou para desclassificar a homossexualidade como um transtorno mental. Em 1974, o DSM foi atualizado e a homossexualidade foi substituída por um novo código de diagnóstico para indivíduos angustiados por sua homossexualidade, denominado orientação sexual egodistônica. A angústia relacionada à orientação sexual permaneceu no manual, sob nomes diferentes, até o DSM-5 em 2013.

## Antes do DSM
O predecessor direto do DSM foi o Manual Estatístico para o Uso de Instituições de Loucos (Statistical Manual for the Use of Institutions of the Insane), publicado pela primeira vez em 1918 (em sua 10ª edição em 1942, passou a ser chamado de Manual Estatístico para o Uso de Hospitais de Doenças Mentais). O Manual Estatístico era ambíguo sobre o tema da homossexualidade; incluía uma condição chamada " inferioridade psicopática constitucional (sem psicose)" que era descrita como "um grande grupo de personalidades patológicas", incluindo "perversões sexuais". Enquanto isso, na Nomenclatura Padrão Classificada de Doenças de 1935, a homossexualidade foi classificada como uma "sexualidade patológica" na categoria de "personalidade psicopática".

## DSM-I
Quando a APA publicou o DSM-I em 1952, a homossexualidade foi classificada como um "desvio sexual" dentro da categoria maior de "distúrbios de personalidade sociopáticos" de transtornos de personalidade. O diagnóstico de desvio sexual incluiu "homossexualidade, travestismo, pedofilia, fetichismo e sadismo sexual" como exemplos.
Quatro anos antes da publicação do DSM-I, o primeiro Relatório Kinsey foi publicado por Alfred Kinsey e seus colegas pesquisadores, que descobriram que "apenas 50 por cento da população adulta é exclusivamente heterossexual durante sua vida adulta", com base em um estudo de 5.300 homens, mas o campo da psiquiatria era hostil ao Relatório Kinsey e às implicações de que o comportamento sexual entre pessoas do mesmo sexo era muito mais comum do que a sociedade dominante acreditava anteriormente. Em 1957, a psicóloga Evelyn Hooker publicou os resultados de um estudo que comparou a felicidade e a natureza bem ajustada de 30 homens homossexuais autoidentificados com 30 homens heterossexuais e não encontrou nenhuma diferença, o que surpreendeu igualmente a comunidade médica. Hooker argumentou que os pesquisadores que afirmavam que a homossexualidade era um transtorno mental estavam traçando uma correlação falsa ao estudar apenas homossexuais que tinham histórico de tratamento para doenças mentais. Entretanto, um estudo de 106 homens homossexuais realizado por Irving Bieber e outros investigadores, publicado em 1962, foi usado para justificar a inclusão da homossexualidade como um medo patológico oculto do sexo oposto causado por relações traumáticas entre pais e filhos, uma visão que foi influente na profissão médica.

## DSMI-II

### Classificação inicial
O DSM-II, publicado em 1968, expandiu a categoria diagnóstica de "desvio sexual" (agora localizada dentro da categoria maior de "transtornos de personalidade e certos outros transtornos mentais não psicóticos") para que diferentes "desvios sexuais" fossem listados sob dez códigos diagnósticos individuais: homossexualidade, fetichismo, pedofilia, travestismo, exibicionismo, voyeurismo, sadismo, masoquismo, outro desvio sexual e desvio sexual não especificado. Enquanto o DSM-I e o seu precursor, o Manual Estatístico, incluíam ambiguidade em termos de se a homossexualidade era uma perturbação mental, o DSM-II removeu essa ambiguidade e apresentou claramente a homossexualidade e os outros "desvios sexuais" como perturbações mentais.

### Mudança para a sétima impressão
Após uma extensa organização por ativistas dos direitos gays durante a libertação gay das décadas de 1960 e 1970, a sétima edição do DSM-II em 1974 renomeou o código "homossexualidade" como "distúrbio de orientação sexual" e adicionou um texto descritivo que observou que a homossexualidade "por si só não constitui um transtorno psiquiátrico" e que o código renomeado deveria ser usado para "indivíduos cujos interesses sexuais são direcionados principalmente para pessoas do mesmo sexo e que são perturbados, estão em conflito ou desejam mudar sua orientação sexual". Isso foi considerado uma grande vitória pelos ativistas gays, porque articulou claramente uma mudança de considerar a homossexualidade um transtorno mental para apenas caracterizar as pessoas como doentes se sua orientação sexual lhes causasse sofrimento. A mudança foi um compromisso entre escolas de pensamento concorrentes dentro do campo da psiquiatria: a visão de que a homossexualidade era uma condição patológica e a visão de que a homossexualidade é uma variação normal da sexualidade.

### Background
O activismo que resultou na alteração da sétima impressão do DSM-II começou a sério na sequência dos motins de Stonewall em 1969. Os protestos específicos dos activistas dos direitos dos homossexuais contra a APA começaram em 1970, quando a organização realizou a sua convenção em São Francisco. Os ativistas interromperam a conferência interrompendo os palestrantes, gritando e ridicularizando os psiquiatras que viam a homossexualidade como um transtorno mental. Na conferência de 1971, o ativista dos direitos gays Frank Kameny, trabalhando com a Frente de Libertação Gay para protestar contra a convenção, agarrou o microfone e gritou: "A psiquiatria é o inimigo encarnado. A psiquiatria travou uma guerra implacável de extermínio contra nós. Vocês podem considerar isso como uma declaração de guerra contra vocês." Na conferência de 1972, o psiquiatra gay John E. Fryer falou ao público sobre como era para os muitos psiquiatras gays da APA que tiveram que esconder sua sexualidade devido ao preconceito anti-gay dentro do campo; ele usava uma máscara e uma peruca e usava um distorcedor de voz para esconder sua identidade. Esse ativismo ocorreu no contexto de um movimento antipsiquiatria mais amplo que surgiu na década de 1960 e desafiava a legitimidade do diagnóstico psiquiátrico. Os activistas antipsiquiatria protestaram nas mesmas convenções da APA, com alguns slogans e fundamentos intelectuais partilhados.
O psiquiatra Robert Spitzer, que atuou como consultor técnico do Comitê de Nomenclatura e Estatística do DSM-II, tornou-se um intermediário na disputa. Spitzer acreditava originalmente que a homossexualidade pertencia ao DSM, mas depois de se reunir com ativistas gays, incluindo um grupo secreto de membros gays da APA, mais tarde conhecido como Associação de Psiquiatras Gays e Lésbicas, e diante de dados de pesquisadores como Kinsey e Hooker, ele elaborou o compromisso de remover a própria homossexualidade do DSM e substituí-la por "distúrbio de orientação sexual". Após uma votação do conselho de administração da APA em Dezembro de 1973, e confirmada por todos os membros da APA em 1974, esta alteração foi efectuada. O psiquiatra Richard Green, que havia argumentado vigorosamente a favor da desclassificação da homossexualidade como um transtorno mental, viu a insistência de Spitzer em incluir um diagnóstico para homossexuais que estavam angustiados com sua sexualidade como uma tentativa mal disfarçada de manter o preconceito homofóbico no DSM, e renunciou publicamente ao comitê de nomenclatura da APA por isso. Enquanto isso, os críticos argumentaram que a desclassificação da homossexualidade foi resultado da pressão de ativistas gays e exigiram um referendo entre os membros votantes da APA. O referendo foi realizado em 1974 e a decisão da APA foi confirmada por uma maioria de 58%.
Apesar da manutenção do termo "distúrbio de orientação sexual", ativistas gays comemoraram a remoção da homossexualidade da lista de transtornos mentais da APA e declararam vitória. Kameny, agora chefe da Mattachine Society of Washington, disse: "Isto representa o culminar de uma batalha de uma década", e Ronald Gold, da National Gay Task Force, declarou: "Nós vencemos".
A APA publicou uma declaração de posição que pedia o fim da discriminação anti-homossexual e pedia a descriminalização de atos sexuais privados entre adultos consentidos. No entanto, a APA também deixou claro que não endossava a visão de que a homossexualidade era uma variante normal da sexualidade.

## DSMI-III

### Classificação
No DSM-III, publicado em 1980, "transtorno de orientação sexual" foi reformulado como "homossexualidade ego-distônica" e as categorias abrangentes foram reorganizadas. O DSM-III incluiu a categoria diagnóstica abrangente completamente nova "transtornos psicossexuais", que foi dividida em quatro subcategorias:
- "transtornos de identidade de gênero" (por exemplo, "transexualismo")
- "parafilias" (que incluíam tudo o que antes era chamado de "desvios sexuais", exceto distúrbios de orientação sexual, com a adição de "zoofilia")
- "disfunções psicossexuais" (por exemplo, "desejo sexual inibido" e "ejaculação precoce")
- “outros transtornos psicossexuais” (que consistiam em dois diagnósticos: “homossexualidade ego-distônica” e “transtorno psicossexual não classificado em outra parte”)[20]

A homossexualidade egodistônica foi definida como ter o desejo de ser heterossexual, mas não experimentar excitação heterossexual, ou experimentar excitação homossexual indesejada ou angustiante que atrapalha o ser heterossexual.

### Background
A decisão de incluir esse diagnóstico reformulado no DSM-III veio após anos de debate e controvérsia contínuos, tanto públicos quanto privados. Cada vez mais evidências científicas desafiavam a suposição de que a homossexualidade era uma condição patológica, embora muitos no campo psiquiátrico acreditassem firmemente que sim. Robert Spitzer foi escolhido para liderar a Força-Tarefa do DSM-III sobre Nomenclatura, e ele continuou a sentir que era importante tomar "uma posição intermediária em relação ao status patológico da homossexualidade"; nove membros da força-tarefa concordaram com ele e cinco discordaram, levando a um impasse. Classificações de "homodisfilia", "dissomofilia" e "transtorno de conflito homossexual" foram discutidas, até que finalmente, "homossexualidade ego-distônica" foi proposta, juntamente com uma mudança conceitual: em vez de focar na angústia de ser homossexual, a nova classificação era sobre o desejo de ser heterossexual e a angústia pela incapacidade de alguém de atingir esse desejo. Uma proposta para incluir informações adicionais, como uma nota sobre como a homofobia internalizada pode ser um fator contribuinte, acabou convencendo muitos críticos; outros, incluindo Richard Green e Richard Pillard, permaneceram firmemente opostos à inclusão da homossexualidade no DSM em qualquer forma, mas acabaram sendo rejeitados.
A homossexualidade egodistônica e sua predecessora, a perturbação da orientação sexual, legitimaram ambas as terapias de conversão sexual.

## DSMI-III-R

### Classificação
Em 1987, a APA publicou uma grande revisão do DSM-III (o DSM-III-R), novamente sob a liderança de Robert Spitzer. Nesta edição, a classificação de "homossexualidade ego-distônica" foi removida. Em seu lugar, foi acrescentado “sofrimento persistente e acentuado sobre a orientação sexual” como um dos três exemplos da classificação “transtorno sexual não especificado de outra forma”. A secção abrangente foi renomeada para “distúrbios sexuais” e a subsecção “distúrbios de identidade de género” foi movida para uma categoria diferente — “distúrbios geralmente manifestados pela primeira vez na infância, infância ou adolescência” — e a subsecção “parafilias” foi ligeiramente reorganizada.

### Background
Antes da publicação do DSM-III-R, tornou-se claro para mais e mais pessoas que a inclusão de "distúrbio de orientação sexual" e, mais tarde, "homossexualidade ego-distônica" no DSM foi o resultado de compromissos políticos e não de evidências científicas, e que nenhum dos diagnósticos realmente atendia à definição de um transtorno; os críticos apontaram que, pela mesma lógica, pessoas baixas e infelizes com sua altura poderiam ser consideradas doentes mentais. Também influente foi o fato de ter sido provado que as terapias psicológicas não poderiam "curar" a homossexualidade.
Tal como em 1974 com a substituição da palavra “perturbação da orientação sexual” pela homossexualidade, em 1987 muitas pessoas viram a remoção da “homossexualidade ego-distónica” como a remoção da homossexualidade do DSM pela APA, mas embora a palavra “homossexualidade” tenha sido removida, o tratamento continuou a ser fornecido. Os profissionais de saúde mental poderiam — e conseguiram — ainda diagnosticar pessoas LGB com "distúrbio sexual não especificado de outra forma", graças à manutenção da "angústia sobre a orientação sexual" como parte dessa categoria de diagnóstico.

## DSM-IV e DSM-IV-TR
Nenhuma alteração foi feita na categoria "transtorno sexual não especificado de outra forma" no DSM-IV, publicado em 1994, ou na revisão de texto do manual em 2000 (o DSM-IV-TR). “Aflição persistente e acentuada quanto à orientação sexual” ainda foi incluída como um dos exemplos dessa categoria. A seção abrangente do manual foi renomeada para "transtornos sexuais e de identidade de gênero" e a subseção "transtornos de identidade de gênero" foi movida de volta para esta seção.

## DSM-5
O DSM-5, publicado em 2013, não inclui nenhuma categoria diagnóstica que possa ser aplicada a pessoas com base em sua orientação sexual. Alguns estudiosos argumentam que só isto pode ser considerado uma “desclassificação completa” das orientações sexuais não heterossexuais como perturbações mentais.